# Oliver Malchow
Oliver Malchow (* 29. Juni 1963 in Lübeck) ist ein deutscher Polizeibeamter. Er war vom 13. Mai 2013 bis zum 12. September 2022 Bundesvorsitzender der Gewerkschaft der Polizei (GdP). Er trat die Nachfolge von Bernhard Witthaut an.

## Leben
Nach seinem im Jahr 1983 bestandenen Abitur trat Malchow in den gehobenen Dienst der Polizei Schleswig-Holstein ein, wo er ein Studium an der Verwaltungsfachschule Altenholz begann, das er 1986 abschloss. Nach der Ausbildung war er bei der Bereitschaftspolizei bei einer Ausbildungshundertschaft als Ausbilder und Fachlehrer tätig, bevor er im Jahr 2002 die Ausbildung für den höheren Dienst begann und im Jahr 2003 an der Polizeiführungsakademie in Münster-Hiltrup (heute Deutsche Hochschule der Polizei) abschloss. Nach der Ausbildung übernahm er die Leitung der Kriminalpolizeistelle Bad Oldesloe, später wechselte er nach Eutin. Seit Mai 2013 ist er Leiter der Kriminalpolizeistelle in Kiel.
Malchow ist Mitglied der SPD. Im Jahr 2015 hatte Malchow einen schweren Herzinfarkt. Seitdem wird sein Herz von einem externen künstlichen Herz unterstützt.

## Gewerkschaftliche Tätigkeit
Malchow trat im Jahr 1985 in die GdP ein. 1993 wurde er zum stellvertretenden Landesbezirksvorsitzenden des Bezirks Schleswig-Holstein gewählt. Im Jahr 1997 übernahm er die Funktion des Landesbezirksvorsitzenden. Seit 2010 ist er auch Mitglied des Geschäftsführenden Bundesvorstandes. Erst im Januar 2013 wurde er stellvertretender GdP-Bundesvorsitzender. Am 12. September 2022 wurde Jochen Kopelke sein Nachfolger.